# Фінсько-радянська дипломатична криза


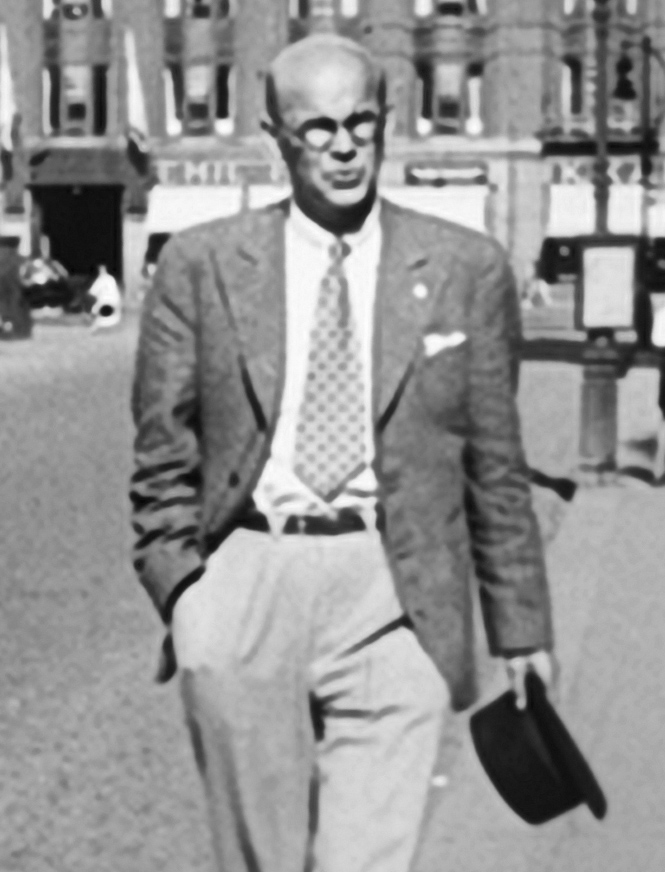
Урго Кекконен

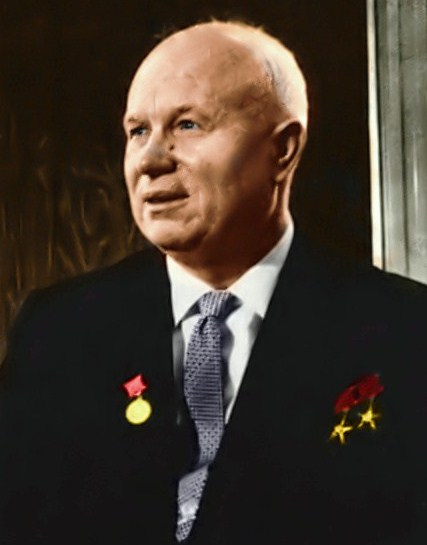
Микита Хрущов

Фінсько-радянська дипломатична криза — епізод в історії дипломатичних відносин між Радянським Союзом і Фінляндією, який розпочався дипломатичною нотою Радянського Союзу до Фінляндії 30 жовтня 1961 року.
Пославшись на напруженість в міжнародних відносинах спричинених берлінською кризою та спираючись на Договір про фінсько-радянську дружбу від 1948 року, Радянський Союз зажадав провести військові консультації з метою посилення оборони від очікуваної агресії з боку країн Заходу. Такі консультації загрожували втягнути Фінляндію, попри її нейтральний статус, в протистояння військових блоків. Президенту Фінляндії Урго Кекконену вдалось залагодити кризу завдяки добрим стосункам з радянським партійним і державним керманичем Микитою Хрущовим: в особистих розмовах в Новосибірську 24 листопада 1961 року йому вдалось переконати Хрущова відмовитись від висунутих вимог. Серед іншого, криза призвела до розпаду союзу опозиційних партій, які намагались завадити переобранню Кекконена на виборах 1962 року.
Серед істориків залишається відкритим питання про справжні мотиви дипломатичної ноти, чи її справжнім призначенням було вплинути на внутрішню політику Фінляндії та, чи вступав Кекконен у змову з Радянським керівництвом заради власного переобрання.

## Передісторія
Дипломатична криза 1961 року сталась на тлі важливих подій у внутрішній політиці Фінляндії та в Світі. Радянський Союз вважав Президента Фінляндії з 1956 року Урхо Кекконена уособленням добросусідських відносин між двома країнами. Однак, здавалось, що переобрання Кекконена на виборах 1962 року не гарантоване, оскільки проти нього був утворений широкий опозиційний блок, який згуртувався навколо єдиного кандидата. В той же час, відносини в міжнародній політиці істотно загострились, особливо стосовно статусу Німеччини та Берліна. Цей конфлікт, попри політику нейтралітету, мав для Фінляндії особливе значення: Радянсько-фінським договором про дружбу 1948 року було передбачено проведення військових консультації у випадку, коли Радянському Союзу погрожувало вторгнення з боку Німеччини або її союзників.

### Радянсько-фінські післявоєнні відносини і договір про дружбу
Після Другої світової війни, при президенті Юхо Кусті Паасіківі, політика Фінляндії по відношенню до Радянського Союзу зазнала великих змін. На думку Паасіківі, після програної війни, безпека Фінляндії мала спиратись не на військову силу, а на політику дружби з великими сусідами та врахування їхніх безпекових інтересів. Ця політика добросусідства, яка отримала назву «Лінії Паасіківі», посилювалась за рахунок бажання народу проводити політику нейтралітету та здобути визнання нейтрального статусу з боку обох військово-політичних блоків.
Коли в 1948 році угодами про військову співпрацю були щільно прив'язані до Радянського Союзу Угорщина та Румунія, Йосип Сталін запропонував уряду Фінляндії укласти подібний договір. Під час переговорів, на які істотно вплинув Урхо Кекконен, наступник Паасіківі на посту Президента Фінляндії, було досягнуто домовленості що в договорі буде враховано стратегічні інтереси Радянського Союзу, але без створення формального військового союзу. Підписаний в Москві 6 квітня 1948 року договір про Дружбу, співпрацю, та взаємну допомогу перших двох пунктах містив обмеження військової співпраці.
В першій статті Фінляндія взяла на себе зобов'язання у випадку нападу з боку «Німеччини, або будь-якої союзної з нею країною» на Фінляндію, або повз Фінляндію на Радянський Союз оборонятись всіма наявними силами. Радянський Союз взяв зобов'язання «надати Фінляндію будь-яку необхідну допомогу, на яку погодяться обидві сторони». Друга стаття передбачала проведення військових консультацій у випадку:
|  | Високі сторони проводитимуть переговори у випадку, якщо виникне загроза, описана в статті 1. |

Попри сформульовані обмеження, фінське суспільство хвилювалось, що ці умови ставили під загрозу політику нейтралітету. З іншого боку, ций договір створював надійний фундамент у відносинах між двома країнами та незабаром став невід'ємною складовою міжнародної політики Фінляндії.
В 1956 році Урхо Кекконен був обраний Президентом країни та змінив Юхо Кусті Паасіківі. Кекконен іще дужче розвинув елемент нейтралітету в міжнародних відносинах країни у повоєнний період та перетворив нейтральний статус на основу своєї зовнішньої політики. Надодачу, він висловився на користь підтримки гарних особистих стосунків з радянським керівництвом заради формування двосторонніх відносин. Протягом першого шестирічного терміну перебування на посаді Президента, йому вдалось встановити тісні, навіть дружні, відносини з секретарем ЦК КПРС Микитою Хрущовим а з 1958 року і прем'єр-міністром Радянського Союзу. На початку 1959 криза у двосторонніх відносинах, яку також називали «нічним заморозком», яка тривала з літа 1958 року була подолана після особистих розмов двох лідерів, так само була подолана криза в 1960 році, яка виникла через набуття Фінляндією статусу асоційованого члена з ЄАВТ.

### Стан Кекконена і передвиборна коаліція
Кекконен зробив зовнішню політику пріоритетом своєї кампанії, а основним елементом зовнішньої політики стало підтримання гарних відносин з Радянським Союзом. На момент кризи «нічного заморозку» уряд Фінляндії був сформований широкою коаліцією партій, серед яких були такі, що критично ставились до Радянського Союзу або, принаймні, вважались такими. Наприкінці 1958 року уряд зіштовхнувся з потужним політичним і економічним тиском з боку Радянського Союзу. Відтоді Кекконен дбав про те, аби до правляючої коаліції входили лише «зовнішньополітично дієздатні» партії. Один за одним формувались недовговічні правлячі коаліції меншості на очолені Центристами або навіть позафракційними депутатами.
На початку 1961 року, невдоволені політикою Кекконена політичні партії вирішили об'єднати зусилля та висунути єдиним кандидатом в Президенти Олаві Хонку, міністра юстиції на президентських виборах 1962 року. Ця коаліція, так званий Хонка-Бунд, включав партії, яких окрім опозиції до Кекконена об'єднувало дуже мало. Крім того, не всі члени Хонка-бунду були вірні взятим зобов'язанням, можна було очікувати голосів окремих членів на підтримку Кекконена.
Учасники Хонка-бунду запевняли, що боротьба проти Кекконена відбуватиметься виключно з питань внутрішньої політики. Зміна зовнішньої політики країни не передбачалась. Натомість, фінські комуністи та особливо радянська преса назвали основною метою створення Хонка-бунду, «попри все приховування», змінити напрям зовнішньої політики країни. Радянські дипломати не приховували свого ставлення і демонстративно відмовились від будь-яких контактів з Олаві Хонка.

### Напруженість в міжнародних відносинах і Берлінська криза

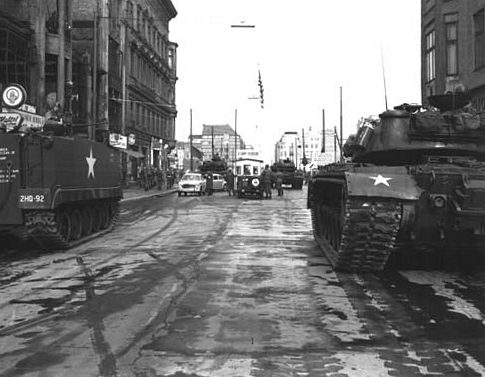
Берлінська криза досягла апогею в кінці жовтня 1961 року під час відкритого протистояння танків на пропускному пункті Чарлі.

Влітку та восени 1961 року напруженість у відносинах між військово-політичними блоками часів Холодної війни стрімко сягнула нової висоти. Берлінська криза, що розпочалась в 1958 році, стала темою розмови Микити Хрущова та щойно обраного Президента Сполучених Штатів Джона Кеннеді у Відні в червні 1961 року. Хрущов вчергове наполіг на ухваленні мирного договору з Німеччиною та встановленням особливого статусу для Берліна. На думку Хрущова, Німеччина скористалась відсутністю мирного договору для переозброєння та вступу до НАТО, що підвищувало загрозу початку нової світової війни. Хрущов пригрозив в односторонньому порядку укласти мирний договір з НДР, якщо країни Заходу й надалі заважатимуть ухваленню спільного договору.
В липневому виступі на телебаченні Кеннеді заявив, що статус Берліна не підлягає обговоренню. Водночас, обидві сторони продовжували нарощування своїх збройних сил. Оскільки дедалі більше мешканців НДР під тиском ескалації напруженості втікали до Західного Берліна, 13 серпня Народна Армія звела бар'єри, які згодом були добудовані у Берлінський мур. Сполучені Штати істотно посилили військову присутність в Берліні, Радянський Союз пригрозив встановленням повітряної блокади та 1 вересня розпочав серію випробувань ядерної зброї. 27 жовтня сталась пряма конфронтація на пропускному пункті Чарлі, коли обабіч кордону стало 10 радянських і американських танків. Лише тільки через 16 годин гри на нервах танки були відкликані на бази.

## Перебіг дипломатичної кризи
30 жовтня 1961 року Радянський Союз надіслав до Фінляндії дипломатичну ноту, в якій зажадав розпочати військові консультації між двома країнами через складну міжнародну ситуацію та загрозу військових дій з боку ФРН. Нота спричинила глибокі хвилювання в Фінляндії, оскільки країна прагнула й надалі зберігати нейтралітет в глобальному конфлікті наддержав. Президент Кекконен намагався, з одного боку, наголосити на тому, що Фінляндія має впоратись з кризою без сторонньої допомоги, а з іншого, перенести переговори з військової площини в політичну. Перші політичні переговори створили враження, що Радянський Союз, в першу чергу, прагне отримати гарантії збереження нинішнього зовнішньополітичного курсу Фінляндії. Президент Кекконен одразу ж розпустив парламент і були призначені позачергові вибори. Проте, Радянський Союз й надалі наполягав на проведенні військових консультацій. Тому Кекконен вирішив зустрітись особисто з Микитою Хрущовим в Радянському Союзі. На цих переговорах, 24 листопада, Хрущов відмовився від вимоги проведення військових консультацій.

### Дипломатична нота від 30 жовтня 1961 року
28 жовтня 1961 року, коли ще відбувалось танкове протистояння в Берліні, Міністерство зовнішніх справ СРСР викликало посла Фінляндії Ееро Вуорі (Eero Wuori) прибути вранці понеділка 30 жовтня на розмову. На цій зустрічі, міністр закордонних справ Андрій Громико вручив послові дипломатичну ноту для уряду Фінляндії.
Документ, десять сторінок завтовшки, докладно описував загрози, що виникли через «мілітаризм і реваншизм» ФРН, особливо в регіоні Балтійського моря. Стверджувалось, що ФРН відновила потужну армію, керівництво якою захопили «генерали Гітлера». Під прапором НАТО вони прагнуть здобути під свій контроль ядерну зброю. Бундесвер вже поширив сферу впливу на Данію і Норвегію, де були створені опорні пункти. Після перенесення штаб-квартири німецького військово-морського флоту до Фленсбургу центр уваги був перенесений з Північного моря на Балтійське.
Далі в ноті було зазначено, що країни Заходу свідомо чи несвідомо підтримують небезпечні дії Німеччини, коли заважають всеохопному врегулюванню відносин, включно з визнанням кордону між двома Німеччинами. Також у фінський пресі стала поширюватись думка, яка суперечила офіційній політиці країни, про підтримку військових приготувань країн НАТО.
Радянський Союз, як було зазначено в ноті, вживає всіх заходів для підвищення власної обороноздатності та захисту союзників. Описаний розвиток подій стосувався безпеки Фінляндії так само, як і Радянського Союзу. Справжня мета ноти була розкрита в останньому абзаці:
|  | З огляду на вище сказане, уряд Радянського Союзу звертається до уряду Фінляндії провести переговори стосовно спільного захисту та оборони кордонів через існування загрози з боку Західної Німеччини та союзних з нею держав як це передбачено угодою про Дружбу і співробітництво між нашими країнами. Час та місце проведення переговорів будуть встановлені дипломатичним шляхом. |

### Перші реакції
Для політичного керівництва Фінляндії вимога проведення військових консультацій не була несподіваною. Ще влітку посол Вуорі в одній з доповідей висловив думку, що якщо Радянському Союзу не вдасться завадити переозброєнню Західної Німеччини, то він намагатиметься всіма засобами створити режим міжнародної ізоляції ФРН. При цьому, висуватимуться вимоги до нейтральних країн зайняти чітку позицію. Керівництво фінської армії на початку серпня 1961 року передбачало подальшу ескалацію міжнародної кризи та очікувало вимог з боку СРСР провести військові консультації. Тому була проведена підготовка на випадок, коли дійде до цих консультацій.
Однак, для широкого загалу такий розвиток подій став шоком. Нота призвела до того, що громадськість стала хвилюватись через хитке становище Фінляндії в міжнародній політиці. Для багатьох громадян ситуація нагадувала весну 1939 року, коли на тлі напруженої міжнародних відносин виборював власні оборонні інтереси. Коли тогочасні переговори не дали бажаних результатів, Радянський Союз напав на Фінляндію та почалась Зимова війна. Асоціації з 1939 роком були посилені тим, що того ж дня, коли була вручена нота, Радянський Союз здійснив випробування надзвичайно потужної атомної бомби — Цар-бомби, — потужністю близько 60 мегатонн.
З погляду зовнішньої політики Фінляндії, нейтралітет країни був поставлений під сумнів. Участь у військових консультаціях не лише створювала перспективу військового союзу з СРСР, але й фактично означала, що Фінляндія засуджує описані в ноті дії Німеччини. Відповідальний за зовнішню політику Фінляндії, Президент Урхо Кекконен, на той момент знаходився в Сполучених Штатах, куди він прибув 16 жовтня. Політичні переговори, зокрема з Президентом Джоном Ф. Кеннеді, були завершені до 30 жовтня, після чого Кекконен відправився на відпочинок на Гаваї. Дізнавшись про ноту, Кекконен наказав негайно повернутись в країну міністру закордонних справ Ахті Кержалайнену. Сам він вирішив продовжити перебування в Сполучених Штатах згідно запланованої програми візиту.
1 листопада у виступі на Раді з міжнародних справ в Лос-Анджелесі Кекконен вперше публічно висловив своє ставлення до ноти. Він зазначив, що нота не впроваджує жодні нові елементи у відносини між Фінляндією та Радянським Союзом. Вона була лише відображенням складних міждержавних відносин в Європі. Кекконен запевнив, що Фінляндія зберігатиме нейтралітет й надалі, навіть без допомоги ззовні.
Після повернення до Фінляндії Кекконен висловив своє бачення ситуації у виступі на радіо 5 листопада. Він висловив побажання перенести вістря кризи з військової у політичну площину. Що стосується військової складової конфлікту, він піддав сумніву реалістичність збройного нападу з боку ФРН та її союзників, як зазначено в умовах договору. В політичній площині, він звернув увагу на визнання нотою нейтрального статусу Фінляндії та припустив, що нота лише вимагає підтвердити продовження досі чинного нейтралітету.